# Paweł Brożek
Paweł Łukasz Brożek (pronunție în poloneză [ˈpavɛw ˈbrɔʐɛk]; n. 21 aprilie 1983 în Kielce) este un fotbalist polonez care joacă pentru Wisła Cracovia și pentru Echipa națională de fotbal a Poloniei pe postul de atacant.

## Cariera la club

### Începutul carierei
În 1992 Paweł Brożek și-a început cariera la Polonia Białogon Kielce, împreună cu fratele său geamăn, Piotr. În 1998 s-a mutat la Zabrze pentru a juca pentru echipa SMS Zabrze. Peste o jumătate de an a fost adus la Wisła Cracovia împreună cu fratele său.

### Wisła Cracovia
Și-a făcut debutul pentru Wisła Cracovia în Ekstraklasa, pe 8 aprilie 2001 într-un meci împotriva Górnik Zabrze. La data de 21 aprilie 2001 a marcat primul său gol în Ekstraklasa într-un meci împotriva celor de la Odra Wodzisław. În mai 2001 Brożek a semnat un nou contract pe 10 ani cu Wisła Cracovia. A câștigat campionatul Ekstraklasa în sezonul 2000-2001 cu Wisła Cracovia. În anul 2002, el a fost împrumutat la ŁKS Łódź în al doilea eșalon polonez. O jumătate de an mai târziu, el a revenit la Wisła Cracovia și a câștigat al doilea titlu în sezonul 2002-03. În 2004, el a fost împrumutat la GKS Katowice pentru un an și jumătate. În decembrie 2004 a fost invitat să dea probe, împreună cu fratele său geamăn, Piotr, la West Ham United.
În ianuarie 2005 Paweł Brożek a revenit la Wisła Cracovia, fiind dorit de antrenorul Werner Lička . Brożek a câștigat Ekstraklasa în sezonul 2004-05 cu Wisła Cracovia. În sezonul 2005-06 el a început să fie titular. Ulterior, el a marcat 13 goluri în 30 de meciuri. În sezonul 2006-2007 Brożek a jucat foarte bine în Cupa UEFA, unde a marcat 4 goluri în faza grupelor în meciurile cu Nancy, FC Basel și Feyenoord Rotterdam. În sezonul 2007-08 Brożek a marcat 23 de goluri în 27 de meciuri și a condus Wisła Cracovia spre un nou titlu. El a fost Golgheterul Ekstraklasei în sezonul 2007-08. În sezonul 2008-09 a câștigat al șaselea titlul cu Wisła și a fost pentru a doua oară golgheter. În următoarele sezonul 2009-10, Brożek a fost cel mai bun marcator și a dat cele mai multe pase decisive, Wisła terminând campionatul pe poziția a doua.

### Trabzonspor
În ianuarie 2011, Paweł, împreună cu fratele său geamăn, Piotr, au fost transferați de clubul turc din Süper Lig, Trabzonspor, semnând un contract pe doi ani și jumătate. Brożek și-a făcut debutul pentru Trabzonspor în Cupa Turciei într-un meci cu Beșiktaș, disputat la 26 ianuarie 2011, oferind o pasă de gol cu călcâiul lui Alanzinho. În sezonul Süper Lig 2010-11 sezon, el a contribuit cu două goluri și două pase de gol echipa clasându-se pe locul al doilea. Burak Yılmaz i-a luat locul odată cu venirea lui Senol Güneș.

### Wisła Cracovia
Pe 23 iulie 2013 Brożek a fost supus unor analize medicale de Wisła Cracovia în vederea revenirii la club. Negocierile au dus la salarii mici și la bonusuri mari. O săptămână mai târziu, Brożek a confirmat că a semnat cu Wisla.
Pe 3 mai 2014, el a marcat un hat-trick împotriva lui Pogoń Szczecin, fiind al 100-lea său gol în Ekstraklasa în 227 de meciuri.

## Carieră la națională

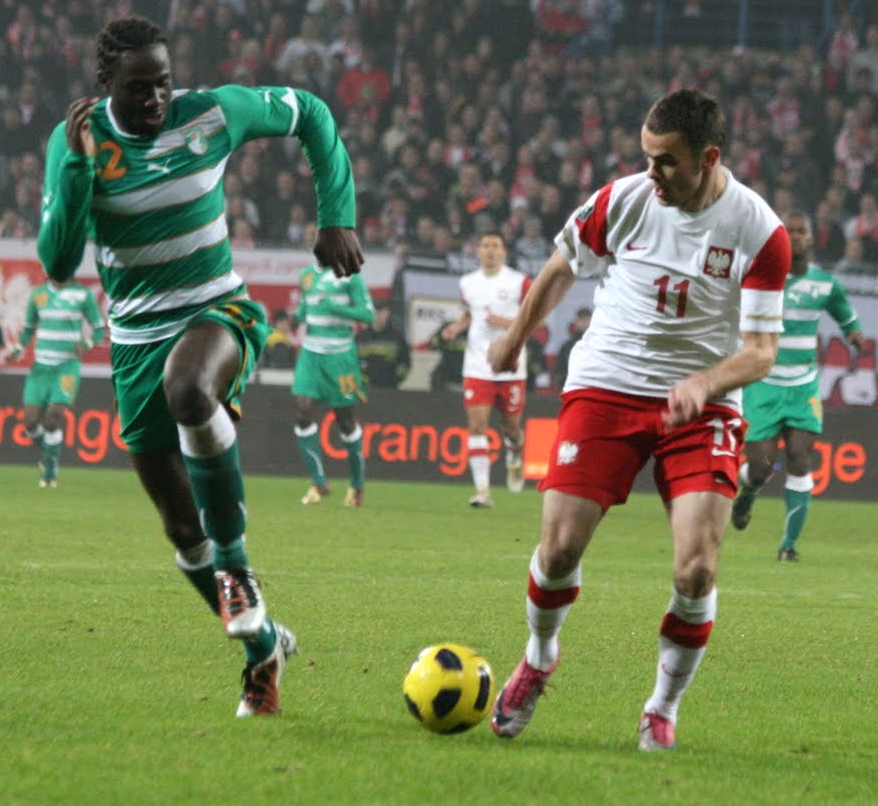
Brożek într-un meci împotriva Coastei de Fildeș

Paweł Brożek a jucat la nivel internațional pentru Polonia începând cu echipa de tineret sub 15 ani și terminând cu echipa mare. În 1999 a jucat la CM FIFA U-17. În anul 2000 Brożek a jucat la CE U-16. Cu naționala Poloniei sub 17 ani Brożek a câștigat turneul Vaclav Jezek, fiind golgheterul turneului, cu 6 goluri. În 2001 a câștigat Campionatul European de Fotbal sub 19 ani. El a jucat în prima echipă în toate meciurile de la turneu, fiind cel mai tânăr membru al echipei.El a arătat o mare disponibilitate de joc la calificările de la Campionatul European de Fotbal sub 21 din 2004-2006, marcând 9 goluri în 8 meciuri.

Brożek a debutat la naționala mare împotriva Mexicului în 2005, meci în care a marcat. A făcut parte din lotul de la Campionatul Mondial din 2006, lovind bara în înfrângerea suferită în fața Ecuadorului, scor 2-0.
În mai 2012, el a fost chemat în lotul de 23 al Poloniei care a jucat la UEFA Euro 2012. La turneu, Brożek a jucat în două din cele trei meciuri disptuate de Polonia.

## Statistici
| Club                    | Sezon        | Ligă             | Campionat | Campionat | Cupă    | Cupă   | Cupe europene | Cupe europene | Total   | Total  |
| Club                    | Sezon        | Ligă             | Meciuri   | Goluri    | Meciuri | Goluri | Meciuri       | Goluri        | Meciuri | Goluri |
| ----------------------- | ------------ | ---------------- | --------- | --------- | ------- | ------ | ------------- | ------------- | ------- | ------ |
| Wisła Kraków            | 1999–2000    | Ekstraklasa      | 0         | 0         | 3       | 0      | –             | –             | 3       | 0      |
| Wisła Kraków            | 2000–01      | Ekstraklasa      | 8         | 1         | 1       | 0      | 0             | 0             | 9       | 1      |
| Wisła Kraków            | 2001–02      | Ekstraklasa      | 3         | 0         | 3       | 1      | 0             | 0             | 6       | 1      |
| ŁKS Łódź (împrumut)     | 2001–02      | I Liga           | 8         | 0         | –       | –      | –             | –             | 8       | 0      |
| Wisła Kraków            | 2002–03      | Ekstraklasa      | 5         | 0         | 3       | 2      | 1             | 1             | 9       | 3      |
| Wisła Kraków            | 2003–04      | Ekstraklasa      | 8         | 2         | 0       | 0      | 2             | 0             | 10      | 2      |
| GKS Katowice (împrumut) | 2003–04      | Ekstraklasa      | 8         | 3         | 2       | 0      | –             | –             | 10      | 3      |
| GKS Katowice (împrumut) | 2004–05      | Ekstraklasa      | 12        | 2         | 4       | 1      | –             | –             | 16      | 3      |
| Total                   | GKS Katowice | GKS Katowice     | 20        | 5         | 6       | 1      | –             | –             | 26      | 6      |
| Wisła Kraków            | 2004–05      | Ekstraklasa      | 9         | 0         | 5       | 2      | –             | –             | 14      | 2      |
| Wisła Kraków            | 2005–06      | Ekstraklasa      | 30        | 13        | 4       | 2      | 4             | 1             | 38      | 16     |
| Wisła Kraków            | 2006–07      | Ekstraklasa      | 23        | 7         | 8       | 4      | 6             | 4             | 37      | 15     |
| Wisła Kraków            | 2007–08      | Ekstraklasa      | 27        | 23        | 8       | 3      | –             | –             | 35      | 26     |
| Wisła Kraków            | 2008–09      | Ekstraklasa      | 27        | 19        | 3       | 2      | 6             | 3             | 36      | 24     |
| Wisła Kraków            | 2009–10      | Ekstraklasa      | 25        | 10        | 4       | 0      | 2             | 0             | 31      | 10     |
| Wisła Kraków            | 2010–11      | Ekstraklasa      | 13        | 6         | 1       | 1      | 4             | 3             | 18      | 10     |
| Trabzonspor             | 2010–11      | Süper Lig        | 12        | 2         | 1       | 0      | –             | –             | 13      | 2      |
| Trabzonspor             | 2011–12      | Süper Lig        | 7         | 1         | 0       | 0      | 4             | 0             | 11      | 1      |
| Total                   | Trabzonspor  | Trabzonspor      | 19        | 3         | 1       | 0      | 4             | 0             | 24      | 3      |
| Celtic (împrumut)       | 2011–12      | SPL              | 3         | 0         | 0       | 0      | –             | –             | 3       | 0      |
| Recreativo Huelva       | 2012–13      | Segunda División | 18        | 2         | 1       | 0      | –             | –             | 19      | 2      |
| Wisła Kraków            | 2013–14      | Ekstraklasa      | 33        | 17        | 2       | 1      | –             | –             | 35      | 18     |
| Wisła Kraków            | 2014–15      | Ekstraklasa      | 35        | 15        | 0       | 0      | –             | –             | 35      | 15     |
| Wisła Kraków            | 2015–16      | Ekstraklasa      | 29        | 14        | 1       | 0      | –             | –             | 30      | 14     |
| Total                   | Wisła Kraków | Wisła Kraków     | 275       | 127       | 46      | 18     | 25            | 12            | 346     | 157    |
| Career Total            | Career Total | Career Total     | 343       | 137       | 54      | 19     | 29            | 12            | 426     | 168    |

### Meciuri la națională

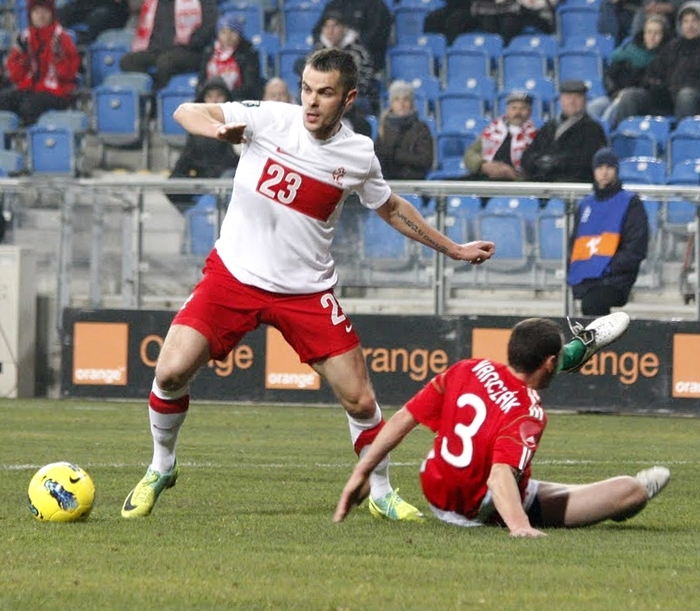
Brożek jucând pentru Polonia

| Echipa națională | An    | Meciuri | Goluri | Pase |
| ---------------- | ----- | ------- | ------ | ---- |
| Polonia          | 2005  | 2       | 1      | 0    |
| Polonia          | 2006  | 5       | 0      | 0    |
| Polonia          | 2007  | 2       | 0      | 1    |
| Polonia          | 2008  | 5       | 1      | 1    |
| Polonia          | 2009  | 6       | 1      | 2    |
| Polonia          | 2010  | 3       | 2      | 0    |
| Polonia          | 2011  | 9       | 3      | 1    |
| Polonia          | 2012  | 4       | 0      | 0    |
| Polonia          | 2013  | 1       | 0      | 1    |
| Polonia          | 2014  | 1       | 1      | 0    |
| Total            | Total | 38      | 9      | 6    |

## Titluri

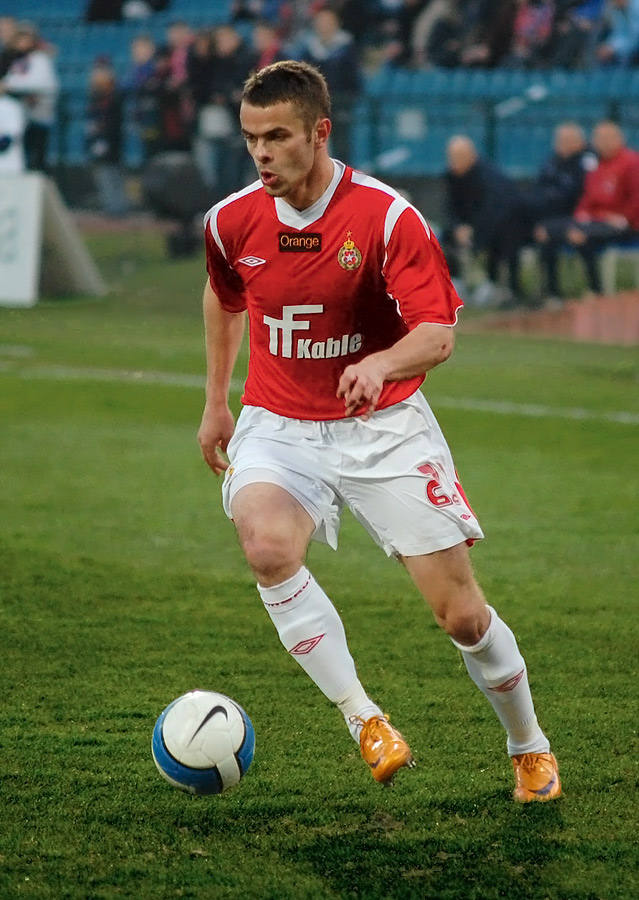
Brożek jucând pentru Wisła Cracovia

### Club
Wisła Cracovia U-19
- Campionatul Poloniei sub 19 ani: 2000

Wisła Cracovia
- Ekstraklasa: 2000-01, 2002-03, 2003-04, 2004-05, 2007-08, 2008-09, 2010-11
- Cupa Poloniei: 2001-02, 2002-03
- Cupa Ekstraklasa: 2000-01
- Supercupa Poloniei: 2001

### Națională
Polonia
- Campionatul UEFA U-18: 2001

## Legături externe
- Profilul de jucător pe FIFA.com Arhivat în 3 martie 2011, la Wayback Machine.
- Statistici[nefuncțională]
 pe site-ul Asociației Poloneze de Fotbal (poloneză)
- Paweł Brożek la 90minut.pl pl